# Nikołaj Berg
Nikołaj Wasiljewicz Berg (ros. Николай Васильевич Берг), (ur. 5 kwietnia 1823 – zm. 28 czerwca 1884) – rosyjski poeta, pisarz, dziennikarz, tłumacz i historyk.
Brał udział w wojnie krymskiej. Pod koniec lat 50. XIX wieku przeniósł się do Włoch. Tam jako członek sztabu wojsk francusko-włoskich, później w oddziale Giuseppe Garibaldiego  wziął udział w wojnie o zjednoczenie Włoch. 
W latach 1860–1862 przebywał w Syrii, Palestynie i Egipcie. Po wybuchu powstania styczniowego osiadł w Warszawie.
W latach 1874–1877 był redaktorem gazety Warszawski Dniewnik.
Od 1868 był lektorem języka rosyjskiego w Szkole Głównej Warszawskiej, później na Cesarskim Uniwersytecie Warszawskim. 
Był autorem dwu dzieł pt. Zapiski o polskich spiskach i powstaniach 1831-1862 i  Zapiski o powstaniu polskiem 1863 i 1864 roku i poprzedzającej powstanie epoce demonstracyi od 1856 r..
Dokonał wielu przekładów poetów słowiańskich. W 1873 przełożył na język rosyjski Pana Tadeusza Adama Mickiewicza.